# Eremophila rotundifolia
Eremophila rotundifolia är en flenörtsväxtart som beskrevs av Ferdinand von Mueller. Eremophila rotundifolia ingår i släktet Eremophila och familjen flenörtsväxter. Inga underarter finns listade i Catalogue of Life.